# Olympische Winterspiele 1960/Teilnehmer (Neuseeland)
| Gelbes Symbol für Goldmedaillen mit stilisierten Olympischen Ringen | Graues Symbol für Silbermedaillen mit stilisierten Olympischen Ringen | Braundes Symbol für Bronzemedaillen mit stilisierten Olympischen Ringen |
| ------------------------------------------------------------------- | --------------------------------------------------------------------- | ----------------------------------------------------------------------- |
| —                                                                   | —                                                                     | —                                                                       |

Neuseeland nahm an den Olympischen Winterspielen 1960 im Squaw Valley Ski Resort in den Vereinigten Staaten mit vier Sportlern, zwei Frauen und zwei Männer, teil. 
Nach 1952 war es die zweite Teilnahme Neuseelands an Olympischen Winterspielen.

## Flaggenträger
Bill Hunt trug die Flagge Neuseelands während der Eröffnungsfeier in der Blyth Arena.

## Ski Alpin
Männer
- Bill Hunt
Abfahrt: Platz 54
Riesenslalom: Platz 51
Slalom: DSQ

- Sam Chaffey
Abfahrt: Platz 48
Riesenslalom: Platz 58
Slalom: DSQ

Frauen
- Trish Prain
Abfahrt: Platz 36
Riesenslalom: Platz 34
Slalom: Platz 32

- Cecilia Womersley
Abfahrt: Platz 34
Riesenslalom: Platz 27
Slalom: Platz 38